# Syncarpha sordescens
Syncarpha sordescens là một loài thực vật có hoa trong họ Cúc. Loài này được (DC.) B.Nord. miêu tả khoa học đầu tiên năm 1989.